# نادي أغويا نيغرا
نادي أغويا نيغرا هو نادي كرة قدم برازيلي أٌسس عام 1971.